# Europamästerskapet i fotboll 2008

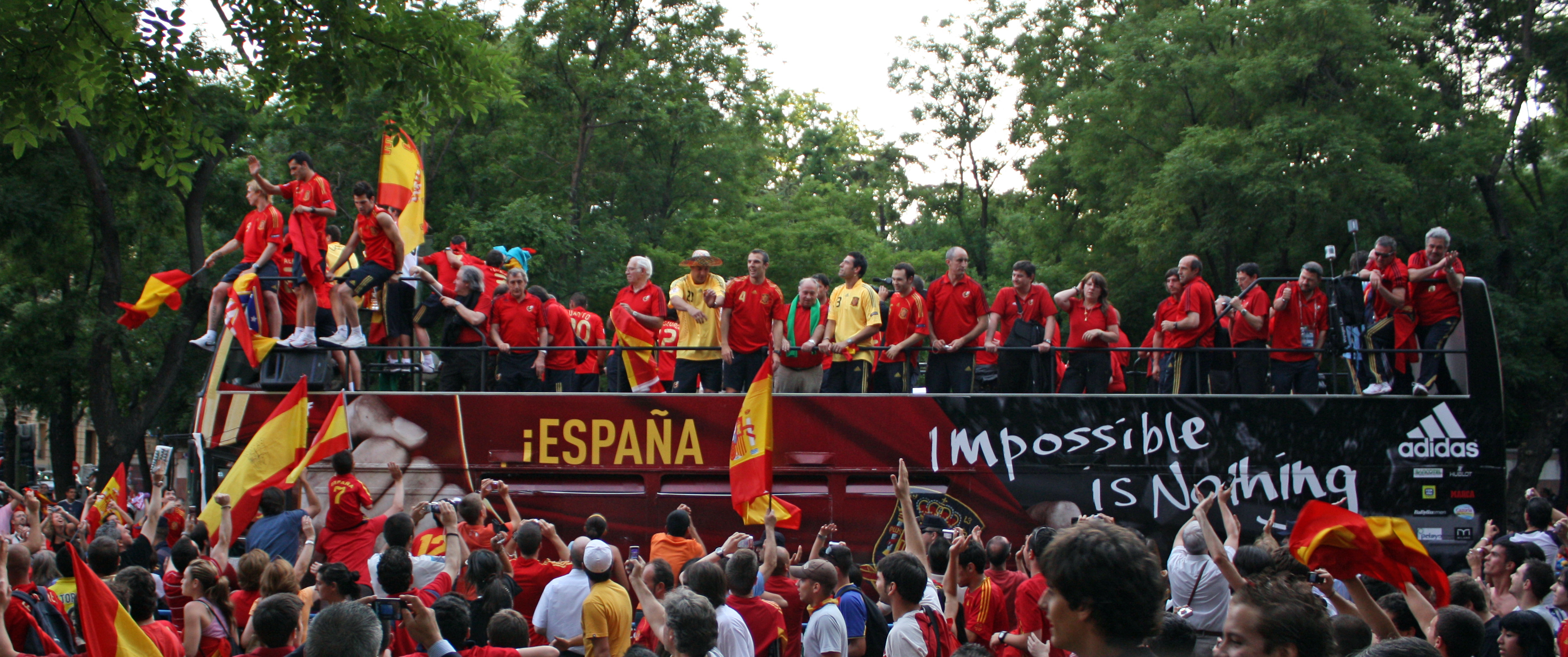
Det spanska fotbollslagets triumfresa genom Madrid som vinnare av EM-08.

Europamästerskapet i fotboll 2008 (engelska: Euro 2008) spelades 7–29 juni 2008 i Schweiz och Österrike. Det var andra gången som EM-turneringen i fotboll spelades i mer än ett land, första gången var EM 2000 i Belgien och Nederländerna. Uefa beslöt den 12 december 2002 på en kongress i Schweiz att Schweiz och Österrike skulle tilldelas arrangörskapet av EM 2008. Andra som ansökt var Grekland/Turkiet, Irland/Skottland, Ryssland, Ungern, Bosnien och Hercegovina/Kroatien samt ett gemensamt nordiskt bud från Danmark, Finland, Norge och Sverige. Österrike hade tillsammans med Ungern även ansökt om att få anordna EM 2004. Schweiz/Österrike besegrade det ungerska budet i slutomgången.
Totalt deltog 16 lag i turneringen. Schweiz och Österrike kvalificerades automatiskt eftersom de är värdländer. De resterade 14 lagen spelade sig till turneringen genom kvalmatcher under perioden 16 augusti 2006–24 november 2007. Österrike och Polen deltog för första gången i EM-turneringen. Spanien vann turneringen, efter finalseger med 1–0 mot Tyskland och fick därför rätten att representera Uefa i Fifa Confederations Cup 2009 i Sydafrika.
Tyskland var före spelstart, enligt i stort sett samtliga bookmakers, favoriter att vinna.

## Kvalspel
Lottningen till kvalspelet gjordes i Montreux, Schweiz, 27 januari 2006, klockan 12.00 CET, och kvalmatcherna började spelas en månad efter Världsmästerskapet i fotboll 2006. Österrike och Schweiz blev automatiskt kvalificerade till EM som värdnationer.
Vinnande lag samt tvåorna från de sju kvalgrupperna kvalificerades automatiskt och bildade tillsammans med de två värdnationerna de 16 lag i EM-turneringen 2008. Till skillnad från de närmast föregående årens kval spelades inga matcher mellan tvåorna i varje grupp. Alla kvalgrupper innehöll sju lag förutom grupp A som hade åtta.

### Kvalificerade nationer
| Land          | Kvalificerad som    | Datum kvalificeringen säkrades | Tidigare deltagande i EM                                 |
| ------------- | ------------------- | ------------------------------ | -------------------------------------------------------- |
| Österrike     | Värdnation          | 12 december 2002               | 0 (debut)                                                |
| Schweiz       | Värdnation          | 12 december 2002               | 2 (1996, 2004)                                           |
| Polen         | Vinnaren av Grupp A | 17 november 2007               | 0 (debut)                                                |
| Portugal      | Tvåan i Grupp A     | 21 november 2007               | 4 (1984, 1996, 2000, 2004)                               |
| Italien       | Vinnaren av Grupp B | 17 november 2007               | 6 (1968, 1980, 1988, 1996, 2000, 2004)                   |
| Frankrike     | Tvåan i Grupp B     | 17 november 2007               | 6 (1960, 1984, 1992, 1996, 2000, 2004)                   |
| Grekland      | Vinnaren av Grupp C | 17 oktober 2007                | 2 (1980, 2004)                                           |
| Turkiet       | Tvåan i Grupp C     | 21 november 2007               | 2 (1996, 2000)                                           |
| Tjeckien      | Vinnaren av Grupp D | 17 oktober 2007                | 6 (1960, 1976, 1980, 1996, 2000, 2004)                   |
| Tyskland      | Tvåan i Grupp D     | 13 oktober 2007                | 9 (1972, 1976, 1980, 1984, 1988, 1992, 1996, 2000, 2004) |
| Kroatien      | Vinnaren av Grupp E | 17 november 2007               | 2 (1996, 2004)                                           |
| Ryssland      | Tvåan i Grupp E     | 21 november 2007               | 8 (1960, 1964, 1968, 1972, 1988, 1992, 1996, 2004)       |
| Spanien       | Vinnaren av Grupp F | 17 november 2007               | 7 (1964, 1980, 1984, 1988, 1996, 2000, 2004)             |
| Sverige       | Tvåan i Grupp F     | 21 november 2007               | 3 (1992, 2000, 2004)                                     |
| Rumänien      | Vinnaren av Grupp G | 17 oktober 2007                | 3 (1984, 1996, 2000)                                     |
| Nederländerna | Tvåan i Grupp G     | 17 november 2007               | 7 (1976, 1980, 1988, 1992, 1996, 2000, 2004)             |

## Arenor
Schweiz spelade alla sina gruppspelsmatcher i Basel och Österrike i Wien, vilket innebar att båda arrangörslagen fick hemmaplan i gruppspelet.
Matcherna i Zürich skulle egentligen spelas på en nybyggd Stadion Zürich (kapacitet 30 000), men miljödemonstrationer försenade bygget och därför spelades de tre gruppspelsmatcherna istället på den nybyggda Letzigrundstadion.
| Wien                 | Salzburg                | Innsbruck         | Klagenfurt        |
| -------------------- | ----------------------- | ----------------- | ----------------- |
| Ernst-Happel-Stadion | Stadion Wals-Siezenheim | Tivoli Neu        | Hypo-Arena        |
| Kapacitet: 53 008    | Kapacitet: 32 000       | Kapacitet: 30 000 | Kapacitet: 30 000 |
|                      |                         |                   |                   |
|                      |                         |                   |                   |
| Basel                | Bern                    | Genève            | Zürich            |
| St. Jakob-Park       | Stade de Suisse         | Stade de Genève   | Letzigrundstadion |
| Kapacitet: 42 500    | Kapacitet: 32 000       | Kapacitet: 32 000 | Kapacitet: 30 000 |
|                      |                         |                   |                   |

## Domare
Tolv huvuddomare och tjugofyra assisterande domare utsågs för turneringen:
| Fotbollsförbund | Huvuddomare            | Assisterande domare       | Assisterande domare   |
| --------------- | ---------------------- | ------------------------- | --------------------- |
| Belgien         | Frank De Bleeckere     | Peter Hermans             | Alex Verstraeten      |
| England         | Howard Webb            | Darren Cann               | Mike Mullarkey        |
| Grekland        | Kyros Vassaras         | Dimitiris Bozartzidis     | Dimitiris Saraidaris  |
| Italien         | Roberto Rosetti        | Alessandro Griselli       | Paolo Calcagno        |
| Nederländerna   | Pieter Vink            | Adriaan Inia              | Hans ten Hoove        |
| Norge           | Tom Henning Øvrebø     | Geir Åge Holen            | Jan Petter Randen     |
| Schweiz         | Massimo Busacca        | Matthias Arnet            | Stephane Cuhat        |
| Slovakien       | Ľuboš Micheľ           | Roman Slysko              | Martin Balko          |
| Spanien         | Manuel Mejuto González | Juan Carlos Yuste Jiménez | Jesús Calvo Guadamuro |
| Sverige         | Peter Fröjdfeldt       | Stefan Wittberg           | Henrik Andrén         |
| Tyskland        | Herbert Fandel         | Carsten Kadach            | Volker Wezel          |
| Österrike       | Konrad Plautz          | Egon Bereuter             | Markus Mayr           |

## Lottningen
Sexton lag deltog i turneringen och indelades i fyra seedningsgrupper. Lottningen till grupperna skedde den 2 december 2007 i Lausanne. Värdnationerna Schweiz och Österrike är redan placerade i varsin grupp. Schweiz, Österrike och mästarna från Europamästerskapet i fotboll 2004, Grekland var tillsammans med Nederländerna toppseedade i lottningen.

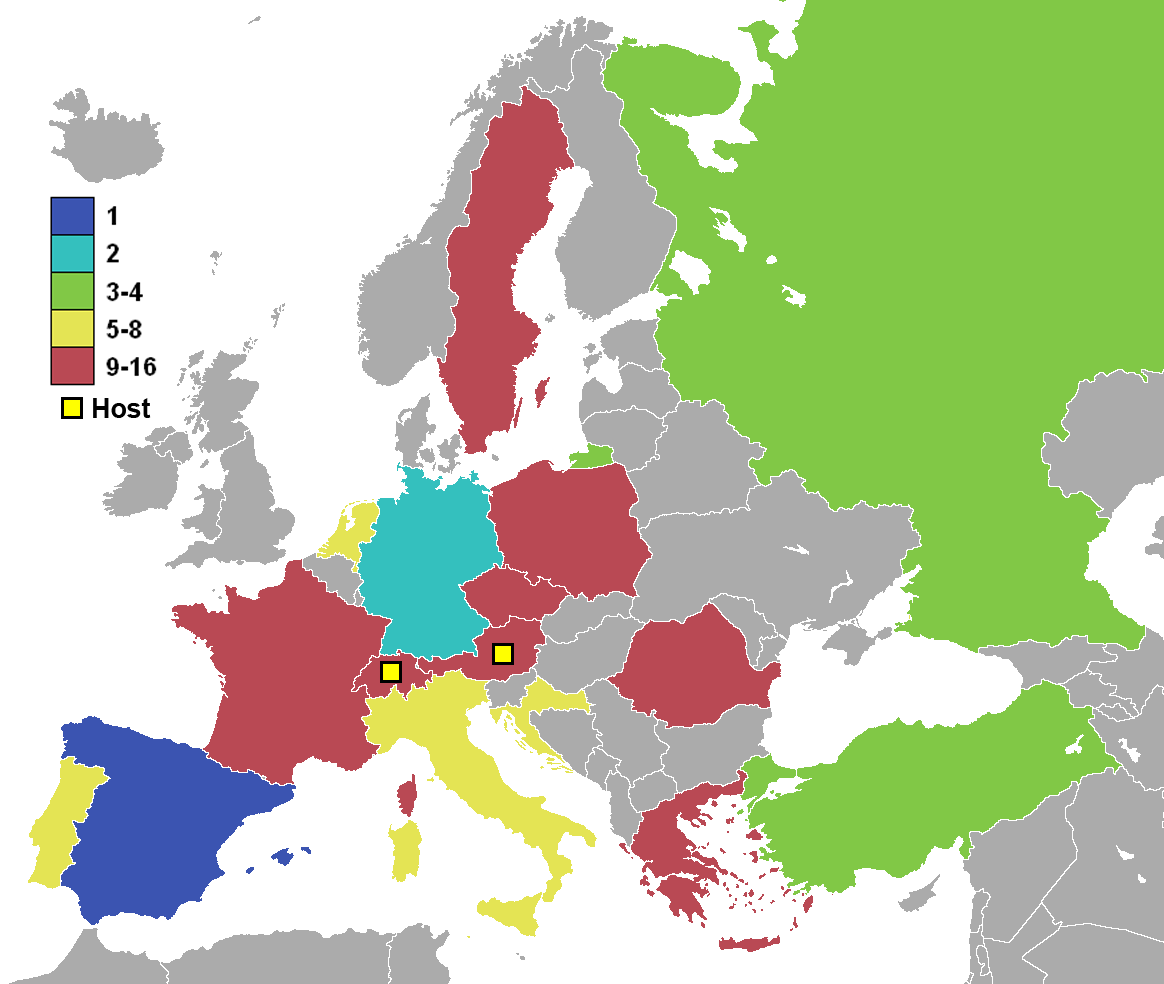
Deltagande länder och deras slutplacering i turneringen.

|                  | Grupp A  | Grupp B   | Grupp C       | Grupp D  |
| ---------------- | -------- | --------- | ------------- | -------- |
| Seedningsgrupp 1 | Schweiz  | Österrike | Nederländerna | Grekland |
| Seedningsgrupp 2 | Tjeckien | Kroatien  | Italien       | Sverige  |
| Seedningsgrupp 3 | Portugal | Tyskland  | Rumänien      | Spanien  |
| Seedningsgrupp 4 | Turkiet  | Polen     | Frankrike     | Ryssland |

Ett lag från varje seedningsgrupp drogs till varje grupp i EM-slutspelet. Lag i samma seedningsgrupp kunde därmed inte mötas i EM före kvartsfinal.

## Gruppspel

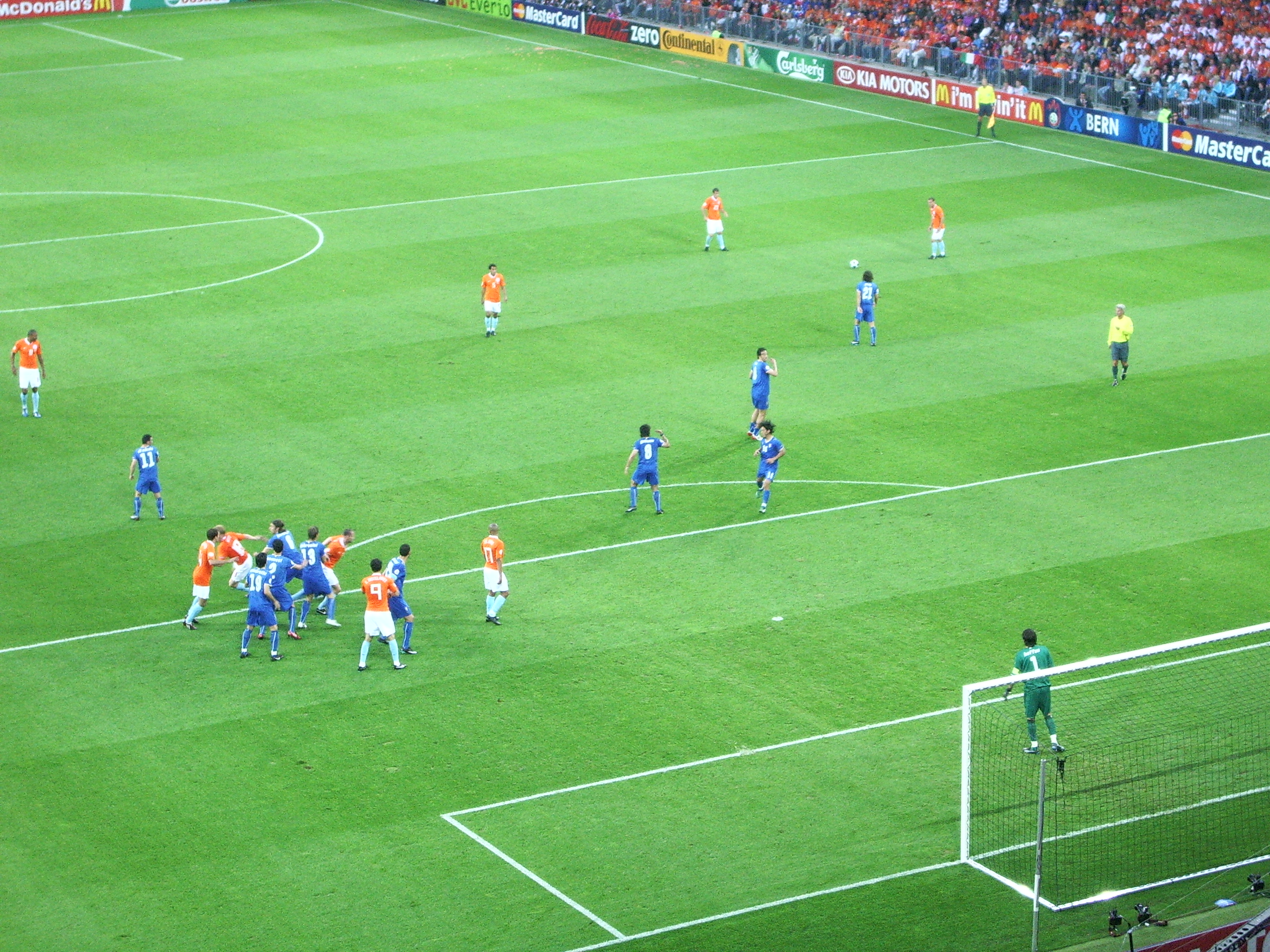
Frispark i matchen mellan Nederländerna och Italien.

Under gruppspelet möttes varje lag en gång inom samma grupp. Vinst gav tre poäng och oavgjort resultat en poäng. Om två eller fler lag från samma grupp hade lika många poäng efter sista gruppspelsmatchen rangordnades de enligt:
- Antal poäng i matcher dem emellan
- Målskillnad i matcher dem emellan (om det finns fler än två lag på samma poäng)
- Antal gjorda mål i matcher dem emellan (om det finns fler än två lag på samma poäng)
- Målskillnad i alla matcher
- Antal gjorda mål i alla matcher

Om två lag (och inte fler än två) är lika efter ovanstående regler efter tredje matchen, och de två spelar mot varandra i tredje matchen. Då sker en straffsparkstävling omedelbart efter matchen.
- Högsta koefficient, som beräknas utifrån landslagens resultat i kvalspelen till VM 2006 och EM 2008 (kvoten mellan vunna poäng och antal matcher)
- Minst antal varningar och utvisningar
- Lottning

De två enligt ovan bäst placerade lagen i varje grupp går vidare till kvartsfinal, medan resterande lag är utslagna.

### Grupp A
| Nr | Lag      | S | V | O | F | GM | IM | MS | P |
| -- | -------- | - | - | - | - | -- | -- | -- | - |
| 1  | Portugal | 3 | 2 | 0 | 1 | 5  | 3  | +2 | 6 |
| 2  | Turkiet  | 3 | 2 | 0 | 1 | 5  | 5  | 0  | 6 |
| 3  | Tjeckien | 3 | 1 | 0 | 2 | 4  | 6  | −2 | 3 |
| 4  | Schweiz  | 3 | 1 | 0 | 2 | 3  | 3  | 0  | 3 |

| 1           | 7 juni 2008 | Schweiz | 0 – 1           | Tjeckien           | St. Jakob-Park                                                            |                                                                           |
| 18:00 UTC+2 | 18:00 UTC+2 |         | (0 – 0) Rapport | 71′ Václav Svěrkoš | Basel Publik: 39 730 Domare: Roberto Rosetti (Italien) Wikinews reportage | Basel Publik: 39 730 Domare: Roberto Rosetti (Italien) Wikinews reportage |
| 18:00 UTC+2 | 18:00 UTC+2 |         |                 |                    | Basel Publik: 39 730 Domare: Roberto Rosetti (Italien) Wikinews reportage | Basel Publik: 39 730 Domare: Roberto Rosetti (Italien) Wikinews reportage |
| 18:00 UTC+2 | 18:00 UTC+2 |         |                 |                    | Basel Publik: 39 730 Domare: Roberto Rosetti (Italien) Wikinews reportage | Basel Publik: 39 730 Domare: Roberto Rosetti (Italien) Wikinews reportage |

| 2           | 7 juni 2008 | Portugal                     | 2 – 0           | Turkiet | Stade de Genève                                                            |                                                                            |
| 20:45 UTC+2 | 20:45 UTC+2 | Pepe 61′ Raul Meireles 90+3′ | (0 – 0) Rapport |         | Genève Publik: 29 106 Domare: Herbert Fandel (Tyskland) Wikinews reportage | Genève Publik: 29 106 Domare: Herbert Fandel (Tyskland) Wikinews reportage |
| 20:45 UTC+2 | 20:45 UTC+2 |                              |                 |         | Genève Publik: 29 106 Domare: Herbert Fandel (Tyskland) Wikinews reportage | Genève Publik: 29 106 Domare: Herbert Fandel (Tyskland) Wikinews reportage |
| 20:45 UTC+2 | 20:45 UTC+2 |                              |                 |         | Genève Publik: 29 106 Domare: Herbert Fandel (Tyskland) Wikinews reportage | Genève Publik: 29 106 Domare: Herbert Fandel (Tyskland) Wikinews reportage |

| 9           | 11 jun 2008 | Tjeckien         | 1 – 3           | Portugal                                             | Stade de Genève                                                            |                                                                            |
| 18:00 UTC+2 | 18:00 UTC+2 | Libor Sionko 17′ | (1 – 1) Rapport | 7′ Deco 63′ Cristiano Ronaldo 90+1′ Ricardo Quaresma | Genève Publik: 29 016 Domare: Kyros Vassaras (Grekland) Wikinews reportage | Genève Publik: 29 016 Domare: Kyros Vassaras (Grekland) Wikinews reportage |
| 18:00 UTC+2 | 18:00 UTC+2 |                  |                 |                                                      | Genève Publik: 29 016 Domare: Kyros Vassaras (Grekland) Wikinews reportage | Genève Publik: 29 016 Domare: Kyros Vassaras (Grekland) Wikinews reportage |
| 18:00 UTC+2 | 18:00 UTC+2 |                  |                 |                                                      | Genève Publik: 29 016 Domare: Kyros Vassaras (Grekland) Wikinews reportage | Genève Publik: 29 016 Domare: Kyros Vassaras (Grekland) Wikinews reportage |

| 10          | 11 juni 2008 | Schweiz         | 1 – 2           | Turkiet                            | St. Jakob-Park                                                           |                                                                          |
| 20:45 UTC+2 | 20:45 UTC+2  | Hakan Yakin 32′ | (1 – 0) Rapport | 57′ Semih Şentürk 90+2′ Arda Turan | Basel Publik: 39 730 Domare: Ľuboš Micheľ (Slovakien) Wikinews reportage | Basel Publik: 39 730 Domare: Ľuboš Micheľ (Slovakien) Wikinews reportage |
| 20:45 UTC+2 | 20:45 UTC+2  |                 |                 |                                    | Basel Publik: 39 730 Domare: Ľuboš Micheľ (Slovakien) Wikinews reportage | Basel Publik: 39 730 Domare: Ľuboš Micheľ (Slovakien) Wikinews reportage |
| 20:45 UTC+2 | 20:45 UTC+2  |                 |                 |                                    | Basel Publik: 39 730 Domare: Ľuboš Micheľ (Slovakien) Wikinews reportage | Basel Publik: 39 730 Domare: Ľuboš Micheľ (Slovakien) Wikinews reportage |

| 17          | 15 juni 2008 | Schweiz                     | 2 – 0           | Portugal | St. Jakob-Park                                                            |                                                                           |
| 20:45 UTC+2 | 20:45 UTC+2  | Hakan Yakın 71′, 83′ (str.) | (0 – 0) Rapport |          | Basel Publik: 39 730 Domare: Konrad Plautz (Österrike) Wikinews reportage | Basel Publik: 39 730 Domare: Konrad Plautz (Österrike) Wikinews reportage |
| 20:45 UTC+2 | 20:45 UTC+2  |                             |                 |          | Basel Publik: 39 730 Domare: Konrad Plautz (Österrike) Wikinews reportage | Basel Publik: 39 730 Domare: Konrad Plautz (Österrike) Wikinews reportage |
| 20:45 UTC+2 | 20:45 UTC+2  |                             |                 |          | Basel Publik: 39 730 Domare: Konrad Plautz (Österrike) Wikinews reportage | Basel Publik: 39 730 Domare: Konrad Plautz (Österrike) Wikinews reportage |

| 18          | 15 juni 2008 | Turkiet                               | 3 – 2           | Tjeckien                           | Stade de Genève                                                             |                                                                             |
| 20:45 UTC+2 | 20:45 UTC+2  | Arda Turan 75′ Nihat Kahveci 87′, 89′ | (0 – 1) Rapport | 34′ Jan Koller 62′ Jaroslav Plašil | Genève Publik: 29 016 Domare: Peter Fröjdfeldt (Sverige) Wikinews reportage | Genève Publik: 29 016 Domare: Peter Fröjdfeldt (Sverige) Wikinews reportage |
| 20:45 UTC+2 | 20:45 UTC+2  |                                       |                 |                                    | Genève Publik: 29 016 Domare: Peter Fröjdfeldt (Sverige) Wikinews reportage | Genève Publik: 29 016 Domare: Peter Fröjdfeldt (Sverige) Wikinews reportage |
| 20:45 UTC+2 | 20:45 UTC+2  |                                       |                 |                                    | Genève Publik: 29 016 Domare: Peter Fröjdfeldt (Sverige) Wikinews reportage | Genève Publik: 29 016 Domare: Peter Fröjdfeldt (Sverige) Wikinews reportage |

### Grupp B
| Nr | Lag       | S | V | O | F | GM | IM | MS | P |
| -- | --------- | - | - | - | - | -- | -- | -- | - |
| 1  | Kroatien  | 3 | 3 | 0 | 0 | 4  | 1  | +3 | 9 |
| 2  | Tyskland  | 3 | 2 | 0 | 1 | 4  | 2  | +2 | 6 |
| 3  | Österrike | 3 | 0 | 1 | 2 | 1  | 3  | −2 | 1 |
| 4  | Polen     | 3 | 0 | 1 | 2 | 1  | 4  | −3 | 1 |

| 3           | 8 juni 2008 | Österrike | 0 – 1           | Kroatien              | Ernst-Happel-Stadion                                                       |                                                                            |
| 18:00 UTC+2 | 18:00 UTC+2 |           | (0 – 1) Rapport | 4′ (str.) Luka Modrić | Wien Publik: 51 428 Domare: Pieter Vink (Nederländerna) Wikinews reportage | Wien Publik: 51 428 Domare: Pieter Vink (Nederländerna) Wikinews reportage |
| 18:00 UTC+2 | 18:00 UTC+2 |           |                 |                       | Wien Publik: 51 428 Domare: Pieter Vink (Nederländerna) Wikinews reportage | Wien Publik: 51 428 Domare: Pieter Vink (Nederländerna) Wikinews reportage |
| 18:00 UTC+2 | 18:00 UTC+2 |           |                 |                       | Wien Publik: 51 428 Domare: Pieter Vink (Nederländerna) Wikinews reportage | Wien Publik: 51 428 Domare: Pieter Vink (Nederländerna) Wikinews reportage |

| 4           | 8 juni 2008 | Tyskland                | 2 – 0           | Polen | Wörtherseestadion                                                               |                                                                                 |
| 20:45 UTC+2 | 20:45 UTC+2 | Lukas Podolski 20′, 72′ | (1 – 0) Rapport |       | Klagenfurt Publik: 30 461 Domare: Tom Henning Øvrebø (Norge) Wikinews reportage | Klagenfurt Publik: 30 461 Domare: Tom Henning Øvrebø (Norge) Wikinews reportage |
| 20:45 UTC+2 | 20:45 UTC+2 |                         |                 |       | Klagenfurt Publik: 30 461 Domare: Tom Henning Øvrebø (Norge) Wikinews reportage | Klagenfurt Publik: 30 461 Domare: Tom Henning Øvrebø (Norge) Wikinews reportage |
| 20:45 UTC+2 | 20:45 UTC+2 |                         |                 |       | Klagenfurt Publik: 30 461 Domare: Tom Henning Øvrebø (Norge) Wikinews reportage | Klagenfurt Publik: 30 461 Domare: Tom Henning Øvrebø (Norge) Wikinews reportage |

| 11          | 12 juni 2008 | Kroatien                       | 2 – 1           | Tyskland           | Wörtherseestadion                                                                 |                                                                                   |
| 18:00 UTC+2 | 18:00 UTC+2  | Darijo Srna 24′ Ivica Olić 62′ | (1 – 0) Rapport | 79′ Lukas Podolski | Klagenfurt Publik: 30 461 Domare: Frank De Bleeckere (Belgien) Wikinews reportage | Klagenfurt Publik: 30 461 Domare: Frank De Bleeckere (Belgien) Wikinews reportage |
| 18:00 UTC+2 | 18:00 UTC+2  |                                |                 |                    | Klagenfurt Publik: 30 461 Domare: Frank De Bleeckere (Belgien) Wikinews reportage | Klagenfurt Publik: 30 461 Domare: Frank De Bleeckere (Belgien) Wikinews reportage |
| 18:00 UTC+2 | 18:00 UTC+2  |                                |                 |                    | Klagenfurt Publik: 30 461 Domare: Frank De Bleeckere (Belgien) Wikinews reportage | Klagenfurt Publik: 30 461 Domare: Frank De Bleeckere (Belgien) Wikinews reportage |

| 12          | 12 juni 2008 | Österrike                 | 1 – 1           | Polen               | Ernst-Happel-Stadion                                                 |                                                                      |
| 20:45 UTC+2 | 20:45 UTC+2  | Ivica Vastić 90+3′ (str.) | (0 – 1) Rapport | 30′ Roger Guerreiro | Wien Publik: 51 428 Domare: Howard Webb (England) Wikinews reportage | Wien Publik: 51 428 Domare: Howard Webb (England) Wikinews reportage |
| 20:45 UTC+2 | 20:45 UTC+2  |                           |                 |                     | Wien Publik: 51 428 Domare: Howard Webb (England) Wikinews reportage | Wien Publik: 51 428 Domare: Howard Webb (England) Wikinews reportage |
| 20:45 UTC+2 | 20:45 UTC+2  |                           |                 |                     | Wien Publik: 51 428 Domare: Howard Webb (England) Wikinews reportage | Wien Publik: 51 428 Domare: Howard Webb (England) Wikinews reportage |

| 20          | 16 juni 2008 | Polen | 0 – 1           | Kroatien         | Wörtherseestadion                                                              |                                                                                |
| 20:45 UTC+2 | 20:45 UTC+2  |       | (0 – 1) Rapport | 53′ Ivan Klasnić | Klagenfurt Publik: 30 461 Domare: Kyros Vassaras (Grekland) Wikinews reportage | Klagenfurt Publik: 30 461 Domare: Kyros Vassaras (Grekland) Wikinews reportage |
| 20:45 UTC+2 | 20:45 UTC+2  |       |                 |                  | Klagenfurt Publik: 30 461 Domare: Kyros Vassaras (Grekland) Wikinews reportage | Klagenfurt Publik: 30 461 Domare: Kyros Vassaras (Grekland) Wikinews reportage |
| 20:45 UTC+2 | 20:45 UTC+2  |       |                 |                  | Klagenfurt Publik: 30 461 Domare: Kyros Vassaras (Grekland) Wikinews reportage | Klagenfurt Publik: 30 461 Domare: Kyros Vassaras (Grekland) Wikinews reportage |

| 19          | 16 juni 2008 | Österrike | 0 – 1           | Tyskland            | Ernst-Happel-Stadion                                                                    |                                                                                         |
| 20:45 UTC+2 | 20:45 UTC+2  |           | (0 – 0) Rapport | 49′ Michael Ballack | Wien Publik: 51 428 Domare: Manuel Enrique Mejuto González (Spanien) Wikinews reportage | Wien Publik: 51 428 Domare: Manuel Enrique Mejuto González (Spanien) Wikinews reportage |
| 20:45 UTC+2 | 20:45 UTC+2  |           |                 |                     | Wien Publik: 51 428 Domare: Manuel Enrique Mejuto González (Spanien) Wikinews reportage | Wien Publik: 51 428 Domare: Manuel Enrique Mejuto González (Spanien) Wikinews reportage |
| 20:45 UTC+2 | 20:45 UTC+2  |           |                 |                     | Wien Publik: 51 428 Domare: Manuel Enrique Mejuto González (Spanien) Wikinews reportage | Wien Publik: 51 428 Domare: Manuel Enrique Mejuto González (Spanien) Wikinews reportage |

### Grupp C
| Nr | Lag           | S | V | O | F | GM | IM | MS | P |
| -- | ------------- | - | - | - | - | -- | -- | -- | - |
| 1  | Nederländerna | 3 | 3 | 0 | 0 | 9  | 1  | +8 | 9 |
| 2  | Italien       | 3 | 1 | 1 | 1 | 3  | 4  | −1 | 4 |
| 3  | Rumänien      | 3 | 0 | 2 | 1 | 1  | 3  | −2 | 2 |
| 4  | Frankrike     | 3 | 0 | 1 | 2 | 1  | 6  | −5 | 1 |

| 5           | 9 juni 2008 | Rumänien | 0 – 0   | Frankrike | Letzigrund                                                                                         | |
| 18:00 UTC+2 | 18:00 UTC+2 |          | Rapport |           | Zürich, Schweiz Publik: 30 585 Domare: Manuel Enrique Mejuto González (Spanien) Wikinews reportage | Zürich, Schweiz Publik: 30 585 Domare: Manuel Enrique Mejuto González (Spanien) Wikinews reportage |
| 18:00 UTC+2 | 18:00 UTC+2 |          |         |           | Zürich, Schweiz Publik: 30 585 Domare: Manuel Enrique Mejuto González (Spanien) Wikinews reportage | Zürich, Schweiz Publik: 30 585 Domare: Manuel Enrique Mejuto González (Spanien) Wikinews reportage |
| 18:00 UTC+2 | 18:00 UTC+2 |          |         |           | Zürich, Schweiz Publik: 30 585 Domare: Manuel Enrique Mejuto González (Spanien) Wikinews reportage | Zürich, Schweiz Publik: 30 585 Domare: Manuel Enrique Mejuto González (Spanien) Wikinews reportage |

| 6           | 9 juni 2008 | Nederländerna                                                            | 3 – 0           | Italien | Stade de Suisse                                                                    |                                                                                    |
| 20:45 UTC+2 | 20:45 UTC+2 | Ruud van Nistelrooy 26′ Wesley Sneijder 31′ Giovanni van Bronckhorst 79′ | (2 – 0) Rapport |         | Bern, Schweiz Publik: 30 777 Domare: Peter Fröjdfeldt (Sverige) Wikinews reportage | Bern, Schweiz Publik: 30 777 Domare: Peter Fröjdfeldt (Sverige) Wikinews reportage |
| 20:45 UTC+2 | 20:45 UTC+2 |                                                                          |                 |         | Bern, Schweiz Publik: 30 777 Domare: Peter Fröjdfeldt (Sverige) Wikinews reportage | Bern, Schweiz Publik: 30 777 Domare: Peter Fröjdfeldt (Sverige) Wikinews reportage |
| 20:45 UTC+2 | 20:45 UTC+2 |                                                                          |                 |         | Bern, Schweiz Publik: 30 777 Domare: Peter Fröjdfeldt (Sverige) Wikinews reportage | Bern, Schweiz Publik: 30 777 Domare: Peter Fröjdfeldt (Sverige) Wikinews reportage |

| 13          | 13 juni 2008 | Italien               | 1 – 1           | Rumänien        | Letzigrund                                                                           |                                                                                      |
| 18:00 UTC+2 | 18:00 UTC+2  | Christian Panucci 56′ | (0 – 0) Rapport | 55′ Adrian Mutu | Zürich, Schweiz Publik: 30 585 Domare: Tom Henning Øvrebø (Norge) Wikinews reportage | Zürich, Schweiz Publik: 30 585 Domare: Tom Henning Øvrebø (Norge) Wikinews reportage |
| 18:00 UTC+2 | 18:00 UTC+2  |                       |                 |                 | Zürich, Schweiz Publik: 30 585 Domare: Tom Henning Øvrebø (Norge) Wikinews reportage | Zürich, Schweiz Publik: 30 585 Domare: Tom Henning Øvrebø (Norge) Wikinews reportage |
| 18:00 UTC+2 | 18:00 UTC+2  |                       |                 |                 | Zürich, Schweiz Publik: 30 585 Domare: Tom Henning Øvrebø (Norge) Wikinews reportage | Zürich, Schweiz Publik: 30 585 Domare: Tom Henning Øvrebø (Norge) Wikinews reportage |

| 14          | 13 juni 2008 | Nederländerna                                                            | 4 – 1           | Frankrike         | Stade de Suisse                                                                   |                                                                                   |
| 20:45 UTC+2 | 20:45 UTC+2  | Dirk Kuyt 9′ Robin van Persie 59′ Arjen Robben 72′ Wesley Sneijder 90+2′ | (1 – 0) Rapport | 71′ Thierry Henry | Bern, Schweiz Publik: 30 777 Domare: Herbert Fandel (Tyskland) Wikinews reportage | Bern, Schweiz Publik: 30 777 Domare: Herbert Fandel (Tyskland) Wikinews reportage |
| 20:45 UTC+2 | 20:45 UTC+2  |                                                                          |                 |                   | Bern, Schweiz Publik: 30 777 Domare: Herbert Fandel (Tyskland) Wikinews reportage | Bern, Schweiz Publik: 30 777 Domare: Herbert Fandel (Tyskland) Wikinews reportage |
| 20:45 UTC+2 | 20:45 UTC+2  |                                                                          |                 |                   | Bern, Schweiz Publik: 30 777 Domare: Herbert Fandel (Tyskland) Wikinews reportage | Bern, Schweiz Publik: 30 777 Domare: Herbert Fandel (Tyskland) Wikinews reportage |

| 21          | 17 juni 2008 | Nederländerna                                | 2 – 0           | Rumänien | Stade de Suisse                                                                   |                                                                                   |
| 20:45 UTC+2 | 20:45 UTC+2  | Klaas-Jan Huntelaar 54′ Robin van Persie 87′ | (0 – 0) Rapport |          | Bern, Schweiz Publik: 30 777 Domare: Massimo Busacca (Schweiz) Wikinews reportage | Bern, Schweiz Publik: 30 777 Domare: Massimo Busacca (Schweiz) Wikinews reportage |
| 20:45 UTC+2 | 20:45 UTC+2  |                                              |                 |          | Bern, Schweiz Publik: 30 777 Domare: Massimo Busacca (Schweiz) Wikinews reportage | Bern, Schweiz Publik: 30 777 Domare: Massimo Busacca (Schweiz) Wikinews reportage |
| 20:45 UTC+2 | 20:45 UTC+2  |                                              |                 |          | Bern, Schweiz Publik: 30 777 Domare: Massimo Busacca (Schweiz) Wikinews reportage | Bern, Schweiz Publik: 30 777 Domare: Massimo Busacca (Schweiz) Wikinews reportage |

| 22          | 17 juni 2008 | Frankrike | 0 – 2           | Italien                                      | Letzigrund                                                                         |                                                                                    |
| 20:45 UTC+2 | 20:45 UTC+2  |           | (0 – 1) Rapport | 25′ (str.) Andrea Pirlo 62′ Daniele De Rossi | Zürich, Schweiz Publik: 30 585 Domare: Ľuboš Micheľ (Slovakien) Wikinews reportage | Zürich, Schweiz Publik: 30 585 Domare: Ľuboš Micheľ (Slovakien) Wikinews reportage |
| 20:45 UTC+2 | 20:45 UTC+2  |           |                 |                                              | Zürich, Schweiz Publik: 30 585 Domare: Ľuboš Micheľ (Slovakien) Wikinews reportage | Zürich, Schweiz Publik: 30 585 Domare: Ľuboš Micheľ (Slovakien) Wikinews reportage |
| 20:45 UTC+2 | 20:45 UTC+2  |           |                 |                                              | Zürich, Schweiz Publik: 30 585 Domare: Ľuboš Micheľ (Slovakien) Wikinews reportage | Zürich, Schweiz Publik: 30 585 Domare: Ľuboš Micheľ (Slovakien) Wikinews reportage |

### Grupp D
| Nr | Lag      | S | V | O | F | GM | IM | MS | P |
| -- | -------- | - | - | - | - | -- | -- | -- | - |
| 1  | Spanien  | 3 | 3 | 0 | 0 | 8  | 3  | +5 | 9 |
| 2  | Ryssland | 3 | 2 | 0 | 1 | 4  | 4  | 0  | 6 |
| 3  | Sverige  | 3 | 1 | 0 | 2 | 3  | 4  | −1 | 3 |
| 4  | Grekland | 3 | 0 | 0 | 3 | 1  | 5  | −4 | 0 |

| 7           | 10 juni 2008 | Spanien                                       | 4 – 1           | Ryssland               | Tivoli Neu                                                                               |                                                                                          |
| 18:00 UTC+2 | 18:00 UTC+2  | David Villa 20′, 44′, 75′ Cesc Fàbregas 90+1′ | (2 – 0) Rapport | 86′ Roman Pavljutjenko | Innsbruck, Österrike Publik: 30 772 Domare: Konrad Plautz (Österrike) Wikinews reportage | Innsbruck, Österrike Publik: 30 772 Domare: Konrad Plautz (Österrike) Wikinews reportage |
| 18:00 UTC+2 | 18:00 UTC+2  |                                               |                 |                        | Innsbruck, Österrike Publik: 30 772 Domare: Konrad Plautz (Österrike) Wikinews reportage | Innsbruck, Österrike Publik: 30 772 Domare: Konrad Plautz (Österrike) Wikinews reportage |
| 18:00 UTC+2 | 18:00 UTC+2  |                                               |                 |                        | Innsbruck, Österrike Publik: 30 772 Domare: Konrad Plautz (Österrike) Wikinews reportage | Innsbruck, Österrike Publik: 30 772 Domare: Konrad Plautz (Österrike) Wikinews reportage |

| 8           | 10 juni 2008 | Grekland | 0 – 2           | Sverige                                   | Stadion Wals-Siezenheim                                                                 |                                                                                         |
| 20:45 UTC+2 | 20:45 UTC+2  |          | (0 – 0) Rapport | 67′ Zlatan Ibrahimović 72′ Petter Hansson | Salzburg, Österrike Publik: 31 063 Domare: Massimo Busacca (Schweiz) Wikinews reportage | Salzburg, Österrike Publik: 31 063 Domare: Massimo Busacca (Schweiz) Wikinews reportage |
| 20:45 UTC+2 | 20:45 UTC+2  |          |                 |                                           | Salzburg, Österrike Publik: 31 063 Domare: Massimo Busacca (Schweiz) Wikinews reportage | Salzburg, Österrike Publik: 31 063 Domare: Massimo Busacca (Schweiz) Wikinews reportage |
| 20:45 UTC+2 | 20:45 UTC+2  |          |                 |                                           | Salzburg, Österrike Publik: 31 063 Domare: Massimo Busacca (Schweiz) Wikinews reportage | Salzburg, Österrike Publik: 31 063 Domare: Massimo Busacca (Schweiz) Wikinews reportage |

| 15          | 14 juni 2008 | Sverige                | 1 – 2           | Spanien                               | Tivoli Neu                                                                                 |                                                                                            |
| 18:00 UTC+2 | 18:00 UTC+2  | Zlatan Ibrahimović 34′ | (1 – 1) Rapport | 14′ Fernando Torres 90+2′ David Villa | Innsbruck, Österrike Publik: 30 772 Domare: Pieter Vink (Nederländerna) Wikinews reportage | Innsbruck, Österrike Publik: 30 772 Domare: Pieter Vink (Nederländerna) Wikinews reportage |
| 18:00 UTC+2 | 18:00 UTC+2  |                        |                 |                                       | Innsbruck, Österrike Publik: 30 772 Domare: Pieter Vink (Nederländerna) Wikinews reportage | Innsbruck, Österrike Publik: 30 772 Domare: Pieter Vink (Nederländerna) Wikinews reportage |
| 18:00 UTC+2 | 18:00 UTC+2  |                        |                 |                                       | Innsbruck, Österrike Publik: 30 772 Domare: Pieter Vink (Nederländerna) Wikinews reportage | Innsbruck, Österrike Publik: 30 772 Domare: Pieter Vink (Nederländerna) Wikinews reportage |

| 16          | 14 juni 2008 | Grekland | 0 – 1           | Ryssland                | Stadion Wals-Siezenheim                                                                 |                                                                                         |
| 20:45 UTC+2 | 20:45 UTC+2  |          | (0 – 1) Rapport | 33′ Konstantin Zyrjanov | Salzburg, Österrike Publik: 31 063 Domare: Roberto Rosetti (Italien) Wikinews reportage | Salzburg, Österrike Publik: 31 063 Domare: Roberto Rosetti (Italien) Wikinews reportage |
| 20:45 UTC+2 | 20:45 UTC+2  |          |                 |                         | Salzburg, Österrike Publik: 31 063 Domare: Roberto Rosetti (Italien) Wikinews reportage | Salzburg, Österrike Publik: 31 063 Domare: Roberto Rosetti (Italien) Wikinews reportage |
| 20:45 UTC+2 | 20:45 UTC+2  |          |                 |                         | Salzburg, Österrike Publik: 31 063 Domare: Roberto Rosetti (Italien) Wikinews reportage | Salzburg, Österrike Publik: 31 063 Domare: Roberto Rosetti (Italien) Wikinews reportage |

| 23          | 18 juni 2008 | Grekland               | 1 – 2           | Spanien                            | Stadion Wals-Siezenheim                                                             |                                                                                     |
| 20:45 UTC+2 | 20:45 UTC+2  | Angelos Charisteas 42′ | (1 – 0) Rapport | 61′ Rubén de la Red 88′ Dani Güiza | Salzburg, Österrike Publik: 30 883 Domare: Howard Webb (England) Wikinews reportage | Salzburg, Österrike Publik: 30 883 Domare: Howard Webb (England) Wikinews reportage |
| 20:45 UTC+2 | 20:45 UTC+2  |                        |                 |                                    | Salzburg, Österrike Publik: 30 883 Domare: Howard Webb (England) Wikinews reportage | Salzburg, Österrike Publik: 30 883 Domare: Howard Webb (England) Wikinews reportage |
| 20:45 UTC+2 | 20:45 UTC+2  |                        |                 |                                    | Salzburg, Österrike Publik: 30 883 Domare: Howard Webb (England) Wikinews reportage | Salzburg, Österrike Publik: 30 883 Domare: Howard Webb (England) Wikinews reportage |

| 24          | 18 juni 2008 | Ryssland                                   | 2 – 0           | Sverige | Tivoli Neu                                                                                  |                                                                                             |
| 20:45 UTC+2 | 20:45 UTC+2  | Roman Pavljutjenko 24′ Andrej Arsjavin 50′ | (1 – 0) Rapport |         | Innsbruck, Österrike Publik: 30 772 Domare: Frank De Bleeckere (Belgien) Wikinews reportage | Innsbruck, Österrike Publik: 30 772 Domare: Frank De Bleeckere (Belgien) Wikinews reportage |
| 20:45 UTC+2 | 20:45 UTC+2  |                                            |                 |         | Innsbruck, Österrike Publik: 30 772 Domare: Frank De Bleeckere (Belgien) Wikinews reportage | Innsbruck, Österrike Publik: 30 772 Domare: Frank De Bleeckere (Belgien) Wikinews reportage |
| 20:45 UTC+2 | 20:45 UTC+2  |                                            |                 |         | Innsbruck, Österrike Publik: 30 772 Domare: Frank De Bleeckere (Belgien) Wikinews reportage | Innsbruck, Österrike Publik: 30 772 Domare: Frank De Bleeckere (Belgien) Wikinews reportage |

## Slutspel
Utslagsspelet i turneringen 2008 skiljer sig från tidigare turneringar. Lagen i grupp A och B kunde inte möta de i grupp C och D förrän tidigast i finalen. Det innebar att finalen inte kunde stå mellan två lag från samma grupp, likaså inte heller mellan två lag från samma halva av turneringen. Denna förändring infördes efter kritik mot att olika lag tidigare fått olika många vilodagar inför matcherna i slutspelet. Med det nya spelschemat kan det skilja maximalt en dag.
Tyskland tog en relativt klart 3–2-seger mot Portugal och Spanien fick hål på Italien genom straffläggning sedan man varit det klart bättre laget. Kvartsfinalen mellan Nederländerna och Ryssland blev en stor skräll där Ryssland, anförda av Andrei Arshavin, dominerade fullständigt och krossade holländarna spelmässigt. Turkiet slog Kroatien efter straffar där Kroatien gjorde mål med en minut kvar av tilläggstiden men Turkiet kvitterade minuten efter.
Semifinalen mellan Tyskland och Turkiet blev högdramatisk. Turkiet tog ledningen med 1–0 men tyskarna kämpade febrilt och gjorde två mål genom Bastian Schweinsteiger och Miroslav Klose. Med fyra minuter kvar kvitterade Turkiet och såg återigen ut att upprepa bragderna mot Schweiz, Tjeckien och Kroatien men ett sent mål av Philipp Lahm förde Tyskland till final. Den andra semifinalen mellan Spanien och Ryssland var en kopia av lagens tidigare möte i gruppspelet. Spanien förde matchen dit man ville och vann med klara 3–0.
Inför finalen var Spanien svaga favoriter men den första kvarten dominerades av Tyskland där man hade flera målchanser. Efter en dryg halvtimme gjorde Fernando Torres det mål som skulle visa sig bli det enda i en jämn final. När slutsignalen ljöd stod det klart att Spanien var europamästare för första gången sedan 1964.

### Slutspelsträd
|  | Kvartsfinaler  | Kvartsfinaler |          |       | Semifinaler | Semifinaler |  |  | Final | Final |
|  |                |               |          |       |             |             |  |  |       |       |
|  |                |               |          |       |             |             |  |  |       |       |
|  |                |               |          |       |             |             |  |  |       |       |
|  | Portugal       | 2             |          |       |             |             |  |  |       |       |
|  | Portugal       | 2             |          |       |             |             |  |  |       |       |
|  | Tyskland       | 3             |          |       |             |             |  |  |       |       |
|  | Tyskland       | 3             | Tyskland | 3     |             |             |  |  |       |       |
|  |                |               | Tyskland | 3     |             |             |  |  |       |       |
|  |                | Turkiet       | 2        |       |             |             |  |  |       |       |
|  | Kroatien       | Turkiet       | 2        | 1 (1) |             |             |  |  |       |       |
|  | Kroatien       |               |          | 1 (1) |             |             |  |  |       |       |
|  | Turkiet (str.) | 1 (3)         |          |       |             |             |  |  |       |       |
|  | Turkiet (str.) | 1 (3)         | Tyskland | 0     |             |             |  |  |       |       |
|  |                |               | Tyskland | 0     |             |             |  |  |       |       |
|  |                | Spanien       | 1        |       |             |             |  |  |       |       |
|  | Nederländerna  | Spanien       | 1        | 1     |             |             |  |  |       |       |
|  | Nederländerna  |               |          | 1     |             |             |  |  |       |       |
|  | Ryssland       | 3             |          |       |             |             |  |  |       |       |
|  | Ryssland       | 3             | Ryssland | 0     |             |             |  |  |       |       |
|  |                |               | Ryssland | 0     |             |             |  |  |       |       |
|  |                | Spanien       | 3        |       |             |             |  |  |       |       |
|  | Spanien (str.) | Spanien       | 3        | 0 (4) |             |             |  |  |       |       |
|  | Spanien (str.) |               |          | 0 (4) |             |             |  |  |       |       |
|  | Italien        | 0 (2)         |          |       |             |             |  |  |       |       |
|  | Italien        | 0 (2)         |          |       |             |             |  |  |       |       |

### Kvartsfinaler
| 25          | 19 juni 2008 | Portugal                          | 2 – 3           | Tyskland                                                          | St. Jakob-Park                                                   |                                                                  |
| 20:45 UTC+2 | 20:45 UTC+2  | Nuno Gomes 40′ Hélder Postiga 87′ | (1 – 2) Rapport | 22′ Bastian Schweinsteiger 26′ Miroslav Klose 61′ Michael Ballack | Basel, Schweiz Publik: 39 374 Domare: Peter Fröjdfeldt (Sverige) | Basel, Schweiz Publik: 39 374 Domare: Peter Fröjdfeldt (Sverige) |
| 20:45 UTC+2 | 20:45 UTC+2  |                                   |                 |                                                                   | Basel, Schweiz Publik: 39 374 Domare: Peter Fröjdfeldt (Sverige) | Basel, Schweiz Publik: 39 374 Domare: Peter Fröjdfeldt (Sverige) |
| 20:45 UTC+2 | 20:45 UTC+2  |                                   |                 |                                                                   | Basel, Schweiz Publik: 39 374 Domare: Peter Fröjdfeldt (Sverige) | Basel, Schweiz Publik: 39 374 Domare: Peter Fröjdfeldt (Sverige) |

| 26          | 20 juni 2008 | Kroatien                                           | 0000 1 – 1 (e.fl.)         | Turkiet                                 | Ernst-Happel-Stadion                                             |                                                                  |
| 20:45 UTC+2 | 20:45 UTC+2  | Ivan Klasnić 119′                                  | (0 – 0) Rapport            | 120+2′ Semih Şentürk                    | Wien, Österrike Publik: 51 428 Domare: Roberto Rosetti (Italien) | Wien, Österrike Publik: 51 428 Domare: Roberto Rosetti (Italien) |
| 20:45 UTC+2 | 20:45 UTC+2  |                                                    |                            |                                         | Wien, Österrike Publik: 51 428 Domare: Roberto Rosetti (Italien) | Wien, Österrike Publik: 51 428 Domare: Roberto Rosetti (Italien) |
| 20:45 UTC+2 | 20:45 UTC+2  | Luka Modrić Darijo Srna Ivan Rakitić Mladen Petrić | Straffsparksläggning 1 – 3 | Arda Turan Semih Şentürk Hamit Altıntop | Wien, Österrike Publik: 51 428 Domare: Roberto Rosetti (Italien) | Wien, Österrike Publik: 51 428 Domare: Roberto Rosetti (Italien) |

| 27          | 21 juni 2008 | Nederländerna           | 0000 1 – 3 (e.fl.) | Ryssland                                                            | St. Jakob-Park                                                 |                                                                |
| 20:45 UTC+2 | 20:45 UTC+2  | Ruud van Nistelrooy 86′ | (0 – 0) Rapport    | 56′ Roman Pavljutjenko 111′ Dmitrij Torbinskij 116′ Andrej Arsjavin | Basel, Schweiz Publik: 38 374 Domare: Ľuboš Micheľ (Slovakien) | Basel, Schweiz Publik: 38 374 Domare: Ľuboš Micheľ (Slovakien) |
| 20:45 UTC+2 | 20:45 UTC+2  |                         |                    |                                                                     | Basel, Schweiz Publik: 38 374 Domare: Ľuboš Micheľ (Slovakien) | Basel, Schweiz Publik: 38 374 Domare: Ľuboš Micheľ (Slovakien) |
| 20:45 UTC+2 | 20:45 UTC+2  |                         |                    |                                                                     | Basel, Schweiz Publik: 38 374 Domare: Ľuboš Micheľ (Slovakien) | Basel, Schweiz Publik: 38 374 Domare: Ľuboš Micheľ (Slovakien) |

| 28          | 22 juni 2008 | Spanien                                                         | 0000 0 – 0 (e.fl.)         | Italien                                                          | Ernst-Happel-Stadion                                             |                                                                  |
| 20:45 UTC+2 | 20:45 UTC+2  |                                                                 | Rapport                    |                                                                  | Wien, Österrike Publik: 48 000 Domare: Herbert Fandel (Tyskland) | Wien, Österrike Publik: 48 000 Domare: Herbert Fandel (Tyskland) |
| 20:45 UTC+2 | 20:45 UTC+2  |                                                                 |                            |                                                                  | Wien, Österrike Publik: 48 000 Domare: Herbert Fandel (Tyskland) | Wien, Österrike Publik: 48 000 Domare: Herbert Fandel (Tyskland) |
| 20:45 UTC+2 | 20:45 UTC+2  | David Villa Santi Cazorla Marcos Senna Dani Güiza Cesc Fàbregas | Straffsparksläggning 4 – 2 | Fabio Grosso Daniele De Rossi Mauro Camoranesi Antonio Di Natale | Wien, Österrike Publik: 48 000 Domare: Herbert Fandel (Tyskland) | Wien, Österrike Publik: 48 000 Domare: Herbert Fandel (Tyskland) |

### Semifinaler
| 29          | 25 juni 2008 | Tyskland                                                       | 3 – 2           | Turkiet                          | St. Jakob-Park                                                  |                                                                 |
| 20:45 UTC+2 | 20:45 UTC+2  | Bastian Schweinsteiger 26′ Miroslav Klose 79′ Philipp Lahm 90′ | (1 – 1) Rapport | 22′ Uğur Boral 86′ Semih Şentürk | Basel, Schweiz Publik: 39 374 Domare: Massimo Busacca (Schweiz) | Basel, Schweiz Publik: 39 374 Domare: Massimo Busacca (Schweiz) |
| 20:45 UTC+2 | 20:45 UTC+2  |                                                                |                 |                                  | Basel, Schweiz Publik: 39 374 Domare: Massimo Busacca (Schweiz) | Basel, Schweiz Publik: 39 374 Domare: Massimo Busacca (Schweiz) |
| 20:45 UTC+2 | 20:45 UTC+2  |                                                                |                 |                                  | Basel, Schweiz Publik: 39 374 Domare: Massimo Busacca (Schweiz) | Basel, Schweiz Publik: 39 374 Domare: Massimo Busacca (Schweiz) |

| 30          | 26 juni 2008 | Ryssland | 0 – 3           | Spanien                                 | Ernst-Happel-Stadion                                                |                                                                     |
| 20:45 UTC+2 | 20:45 UTC+2  |          | (0 – 0) Rapport | 50′ Xavi 73′ Dani Güiza 82′ David Silva | Wien, Österrike Publik: 51 428 Domare: Frank De Bleeckere (Belgien) | Wien, Österrike Publik: 51 428 Domare: Frank De Bleeckere (Belgien) |
| 20:45 UTC+2 | 20:45 UTC+2  |          |                 |                                         | Wien, Österrike Publik: 51 428 Domare: Frank De Bleeckere (Belgien) | Wien, Österrike Publik: 51 428 Domare: Frank De Bleeckere (Belgien) |
| 20:45 UTC+2 | 20:45 UTC+2  |          |                 |                                         | Wien, Österrike Publik: 51 428 Domare: Frank De Bleeckere (Belgien) | Wien, Österrike Publik: 51 428 Domare: Frank De Bleeckere (Belgien) |

### Final
| 31          | 29 juni 2008 | Tyskland | 0 – 1           | Spanien             | Ernst-Happel-Stadion                                             |                                                                  |
| 20:45 UTC+2 | 20:45 UTC+2  |          | (0 – 1) Rapport | 33′ Fernando Torres | Wien, Österrike Publik: 51 428 Domare: Roberto Rosetti (Italien) | Wien, Österrike Publik: 51 428 Domare: Roberto Rosetti (Italien) |
| 20:45 UTC+2 | 20:45 UTC+2  |          |                 |                     | Wien, Österrike Publik: 51 428 Domare: Roberto Rosetti (Italien) | Wien, Österrike Publik: 51 428 Domare: Roberto Rosetti (Italien) |
| 20:45 UTC+2 | 20:45 UTC+2  |          |                 |                     | Wien, Österrike Publik: 51 428 Domare: Roberto Rosetti (Italien) | Wien, Österrike Publik: 51 428 Domare: Roberto Rosetti (Italien) |

| Vinnare av Europeiska mästerskapet i fotboll 2008 |
| ------------------------------------------------- |
| Spanien                                           |

## Statistik
Totalt antal mål, exklusive mål vid straffar efter oavgjorda matcher, blev 77 stycken.

### Matcher med flest mål
5 mål 
Exklusive mål vid straffar efter oavgjorda matcher
- Spanien mot  Ryssland
- Nederländerna mot  Frankrike
- Turkiet mot  Tjeckien
- Portugal mot  Tyskland (kvartsfinal)
- Tyskland mot  Turkiet (semifinal)

4 mål 
Exklusive mål vid straffar efter oavgjorda matcher
- Tjeckien mot  Portugal
- Nederländerna mot  Ryssland (kvartsfinal)

3 mål 
Exklusive mål vid straffar efter oavgjorda matcher
- Nederländerna mot  Italien
- Schweiz mot  Turkiet
- Kroatien mot  Tyskland
- Sverige mot  Spanien
- Grekland mot  Spanien
- Ryssland mot  Spanien (semifinal)

2 mål 
Exklusive mål vid straffar efter oavgjorda matcher
- Portugal mot  Turkiet
- Tyskland mot  Polen
- Grekland mot  Sverige
- Österrike mot  Polen
- Italien mot  Rumänien
- Schweiz mot  Portugal
- Nederländerna mot  Rumänien
- Frankrike mot  Italien
- Ryssland mot  Sverige
- Kroatien mot  Turkiet (kvartsfinal)

1 mål 
Exklusive mål vid straffar efter oavgjorda matcher
- Schweiz mot  Tjeckien
- Österrike mot  Kroatien
- Ryssland mot  Grekland
- Polen mot  Kroatien
- Österrike mot  Tyskland
- Tyskland mot  Spanien (final)

Inga mål 
- Rumänien mot  Frankrike
- Spanien mot  Italien (kvartsfinal)

### Målgörare
Exklusive mål vid straffar efter oavgjorda matcher
Luka Modrić för Kroatien i matchen mot Österrike gjorde turneringen tidigaste mål, efter fjärde spelminuten. Semih Şentürk för Turkiet i kvartsfinalmatchen mot Kroatien gjorde turneringen senaste mål, efter 120+2 minuter
4 mål 
- David Villa

3 mål 
| - Roman Pavljutjenko | - Hakan Yakin | - Semih Şentürk | - Lukas Podolski |

2 mål 
| - Ivan Klasnić - Ruud van Nistelrooy - Robin van Persie - Wesley Sneijder | - Andrej Arsjavin - Dani Güiza - Fernando Torres | - Zlatan Ibrahimović - Arda Turan - Nihat Kahveci | - Michael Ballack - Miroslav Klose - Bastian Schweinsteiger |

1 mål 
| - Thierry Henry - Angelos Charisteas - Daniele De Rossi - Christian Panucci - Andrea Pirlo - Luka Modrić - Ivica Olić - Darijo Srna - Giovanni van Bronckhorst | - Klaas-Jan Huntelaar - Dirk Kuyt - Arjen Robben - Roger Guerreiro - Deco - Nuno Gomes - Raul Meireles - Hélder Postiga - Ricardo Quaresma | - Cristiano Ronaldo - Pepe - Adrian Mutu - Dmitrij Torbinskij - Konstantin Zyrjanov - Cesc Fàbregas - Rubén de la Red - David Silva - Xavi | - Petter Hansson - Libor Sionko - Václav Svěrkoš - Jan Koller - Jaroslav Plašil - Uğur Boral - Philipp Lahm - Ivica Vastić |

### Varningar och utvisningar

#### Gula kort
2 gula kort 
| - Giorgios Karagounis - Gennaro Gattuso - Andrea Pirlo - Mariusz Lewandowski | - Cristian Chivu - Dorin Goian - Denis Kolodin - Tranquillo Barnetta | - Johan Vonlanthen - Emre Aşık - Mehmet Aurélio | - Tuncay Şanlı - Arda Turan - Sebastian Prödl |

1 gult kort 
| - Jean-Alain Boumsong - Patrice Evra - Sidney Govou - Thierry Henry - Claude Makélélé - Willy Sagnol - Jérémy Toulalan - Angelos Basinas - Angelos Charisteas - Nikos Liberopoulos - Giourkas Seitaridis - Vasilis Torosidis - Loukas Vyntra - Nigel de Jong - Andre Ooijer - Daniele De Rossi - Luca Toni - Gianluca Zambrotta - Robert Kovač | - Jerko Leko - Luka Modrić - Josip Šimunić - Darijo Srna - Hrvoje Vejić - Ognjen Vukojević - Jacek Bąk - Jacek Krzynówek - Euzebiusz Smolarek - Marcin Wasilewski - Tomasz Zahorski - José Bosingwa - Paulo Ferreira - Fernando Meira - Miguel - Pepe - Petit - Hélder Postiga - Jorge Ribeiro | - Cosmin Contra - Adrian Mutu - Daniel Niculae - Andrej Arsjavin - Ivan Saenko - Sergej Semak - Dmitrij Torbinskij - Eren Derdiyok - Gelson Fernandes - Ludovic Magnin - Hakan Yakin - Álvaro Arbeloa - Dani Güiza - Carlos Marchena - Johan Elmander - Andreas Isaksson - Anders Svensson - Milan Baroš - Tomáš Galásek | - Jan Polák - Tomáš Ujfaluši - Hakan Balta - Uğur Boral - Colin Kazim-Richards - Sabri Sarıoğlu - Mehmet Topal - Gökhan Zan - Michael Ballack - Arne Friedrich - Philipp Lahm - Jens Lehmann - Bastian Schweinsteiger - Andreas Ivanschitz - Erwin Hoffer - Ümit Korkmaz - Emanuel Pogatetz - Martin Stranzl - Jürgen Säumel |

#### Röda kort
1 rött kort 
| - Volkan Demirel - Bastian Schweinsteiger | - Joachim Löw (tränare) | - Josef Hickersberger (tränare) | - Éric Abidal |

#### Respektive lags antal kort
- Turkiet - 15 kort: 14 gula kort, 1 rött kort
- Österrike - 9 kort: 8 gula kort, 1 rött kort (inkl. rött kort till tränare)
- Frankrike - 8 kort: 7 gula kort, 1 rött kort
- Grekland - 8 gula kort
- Portugal - 8 gula kort
- Schweiz - 8 gula kort
- Tyskland - 7 kort: 3 gula kort, 2 röda kort (inkl. rött kort till tränare)
- Italien - 7 gula kort
- Kroatien - 7 gula kort
- Polen - 7 gula kort
- Rumänien - 7 gula kort
- Ryssland - 5 gula kort
- Tjeckien - 4 gula kort
- Spanien - 3 gula kort
- Sverige - 3 gula kort
- Nederländerna - 2 gula kort

### Yngst och äldst
- Yngste spelare som har spelat i turneringen: Eren Derdiyok  Schweiz 19 år.
- Äldsta spelare: Jens Lehmann  Tyskland och Ivica Vastić  Österrike  38 år.
- Yngste tränare: Slaven Bilić  Kroatien 39 år.
- Äldsta tränare: Luis Aragonés  Spanien 69 år tolv dagar äldre än Otto Rehhagel  Grekland

### Turneringens första
- Första röda kort: Bastian Schweinsteiger för  Tyskland mot  Kroatien - 90 minuter.
- Första gula kort: Ludovic Magnin för  Schweiz mot  Tjeckien - 59 minuter.
- Tidigaste gula kort: Angelos Charisteas för  Grekland mot  Sverige - 1 minut.
- Tidigaste straffen: 4 minuter - Luka Modrić för  Kroatien i matchen mot  Österrike (Tidigaste straffen i EM-historien)
- Första mål: Václav Svěrkoš för  Tjeckien mot  Schweiz - 71 minuter.
- Första målvakt att hålla nollan: Petr Čech för  Tjeckien mot  Schweiz.
- Första hat-trick: David Villa för  Spanien mot  Ryssland.
- Första mållösa match: Gruppspelsmatchen mellan  Rumänien och  Frankrike.
- Första matchen då båda lagen gjorde mål: Gruppspelsmatchen mellan  Spanien och  Ryssland
- Första oavgjorda matchen då båda lagen gjorde mål: Gruppspelsmatchen mellan  Österrike och  Polen
- Första match avgjord på straffar: Kvartsfinal 2 mellan  Kroatien och  Turkiet

### Sammanlagd tabell
Resultat efter full tid, vinst ger tre poäng, oavgjord ett.
|    | Lag           | S | V | O | F | GM | GMs  | IM | IMs  | MS | P  | Ps    |
| -- | ------------- | - | - | - | - | -- | ---- | -- | ---- | -- | -- | ----- |
| 1  | Spanien       | 6 | 5 | 1 | 0 | 12 | 2,00 | 3  | 0,50 | +9 | 16 | 2,667 |
| 2  | Nederländerna | 4 | 3 | 1 | 0 | 10 | 2,50 | 2  | 0,50 | +8 | 10 | 2,500 |
| 3  | Kroatien      | 4 | 3 | 1 | 0 | 4  | 1,00 | 1  | 0,25 | +3 | 10 | 2,500 |
| 4  | Tyskland      | 6 | 4 | 0 | 2 | 10 | 1,67 | 7  | 1,17 | +3 | 12 | 2,000 |
| 5  | Portugal      | 4 | 2 | 0 | 2 | 7  | 1,75 | 6  | 1,50 | +1 | 6  | 1,500 |
| 6  | Turkiet       | 5 | 2 | 1 | 2 | 7  | 1,40 | 8  | 1,60 | -1 | 7  | 1,400 |
| 7  | Ryssland      | 5 | 2 | 1 | 2 | 5  | 1,00 | 8  | 1,60 | -3 | 7  | 1,400 |
| 8  | Italien       | 4 | 1 | 2 | 1 | 3  | 0,75 | 4  | 1,00 | -1 | 5  | 1,250 |
| 9  | Schweiz       | 3 | 1 | 0 | 2 | 3  | 1,00 | 3  | 1,00 | 0  | 3  | 1,000 |
| 10 | Sverige       | 3 | 1 | 0 | 2 | 3  | 1,00 | 4  | 1,33 | -1 | 3  | 1,000 |
| 11 | Tjeckien      | 3 | 1 | 0 | 2 | 4  | 1,33 | 6  | 2,00 | -2 | 3  | 1,000 |
| 12 | Rumänien      | 3 | 0 | 2 | 1 | 1  | 0,33 | 2  | 0,67 | -1 | 2  | 0,667 |
| 13 | Österrike     | 3 | 0 | 1 | 2 | 1  | 0,33 | 3  | 1,00 | -2 | 1  | 0,333 |
| 14 | Polen         | 3 | 0 | 1 | 2 | 1  | 0,33 | 4  | 1,33 | -3 | 1  | 0,333 |
| 15 | Frankrike     | 3 | 0 | 1 | 2 | 1  | 0,33 | 6  | 2,00 | -5 | 1  | 0,333 |
| 16 | Grekland      | 3 | 0 | 0 | 3 | 1  | 0,33 | 5  | 1,67 | -4 | 0  | 0,000 |

## Prispengar
Uefa tillkännagav att totalt kommer 184 miljoner euro delas ut till de 16 deltagande lagen i turneringen. Det är en ökning från 129 miljoner euro som delades ut i föregående turnering. Fördelningen av prispengarna:
- Alla lag som kvalificerat sig för EM-slutspelet: 7,5 miljoner euro
- Per vinst i gruppspelet: 1 miljon euro

Per oavgjord match i gruppspelet: 500 000 euro
- Alla lag som når kvartsfinal: 2 miljoner euro
- Alla lag som når semifinal: 3 miljoner euro
- 2:a i turneringen: 4,5 miljoner euro
- 1:a i turneringen: 7,5 miljoner euro

Maximalt kunde ett lag vinna 23 miljoner euro. För detta krävdes att laget vann turneringen samt alla sina gruppspelsmatcher.

## Officiella låtar
- Can you hear me med Enrique Iglesias (officiell låt för EM 2008)
- Feel the Rush med Shaggy feat Trix och Flix (maskotarnas låt)

### På läktarna
Seven Nation Army med White Stripes spelades på arenorna då lagen tågade in på planen.

## Anmärkningslista
1. ↑  Fet stil anger mästare det året.
2. 1 2 3  som Tjeckoslovakien
3. 1 2 3 4 5  som Västtyskland
4. 1 2 3 4 5  som Sovjetunionen
5. ↑  som OSS
6. 1 2  Automatiskt kvalificerade som värd.